# Verkkosaaret (ö i Södra Savolax, Nyslott)
Verkkosaaret är en ö i Finland. Den ligger i sjön Lapinjärvi och i kommunen Nyslott i  landskapet Södra Savolax, i den sydöstra delen av landet, 300 km nordost om huvudstaden Helsingfors. Öns största längd är 40 meter i sydöst-nordvästlig riktning. Notera att namnet antyder att det är fråga om flera öar.